# فرودگاه آبی ریف رپیدز
فرودگاه آبی ریف رپیدز (به انگلیسی: Leaf Rapids Water Aerodrome) یک فرودگاه همگانی است که یک باند فرود آب دارد. این فرودگاه در کشور کانادا قرار دارد و در ارتفاع ۲۵۹ متری از سطح دریا واقع شده است.